# Dudley Saltonstall
Pour les articles homonymes, voir Saltonstall.
Dudley Saltonstall, né en 1738 et mort en 1796, est un officier de marine américain.

## Biographie
Durant la guerre d'indépendance des États-Unis, il a participé notamment à la désastreuse Expédition de Penobscot.
Son grand-père paternel est Richard Saltonstall (en) et sa mère est une descendante de John Winthrop.